# Ян-Непомуцен Камінський
Ян-Непомуцен Камінський (пол. Jan Nepomucen Kamiński; 16 травня 1777, Куткір — 5 січня 1855, Львів, Австрійська імперія) — польський актор, режисер і драматург.

## Життєпис
Ян-Непомуцен Камінський народився 16 травня 1777 року в українському містечку Куткір, що на той час входило до Золочівського повіту у складі Габсбурзької монархії.
1800—1803 роках очолював польський професійний театр у Львові, у 1803–1805 роках — польську професійну трупу в Кам'янці-Подільському.
За прикладом Войцеха Богуславського організував у Львові професійну театральну трупу, яка виступала з 1804 року в місті та провінції, гастролювала навіть в Одесі. У 1805—1809 роках — польсько-російську трупу в Одесі, у 1809—1842 роках — директор і режисер польських (у 1819—1824 роках також німецьких) театрів.
Ян Камінський був актором, режисером, драматургом, але насамперед театральним підприємцем. Він займався всіма проблемами театру (підбором репертуару, ангажованість акторів, проектував декорації, фінансовими справами). Створив у Львові польську сцену, підготував ціле покоління артистів. В основному, у своєму театрі ставив польський репертуар. Авторами п'єс львівського театру, зокрема, були відомі драматурги Александер Фредро та Юзеф Коженьовський.
Коли у 1841 році граф Станіслав Скарбек побудував свій новий львівський театр, в нього перейшли актори, що раніше виступали у Камінського.
У 1842—1854 роках — режисер Польського Міського Театру у Львові. У 1835—1848 роках — редактор журналів «Gazeta Lwowska» та «Rozmaitości».
Автор багатьох драматичних п'єс, перекладав та адаптував для львівського театру твори закордонних авторів.
Помер 5 січня 1855 року у Львові. Похований на Личаківському цвинтарі (поле № 20). Початково на надмогильному пам'ятнику був мармуровий медальйон-барельєф, виконаний скульптором, професором львівської Промислової школи Тадеушем Вісньовським, а сам пам'ятник, ймовірно, авторства Яна Бебновича. Пам'ятник встановлений у 1877 році на зібрані кошти львівських акторів. Скульптор Станіслав Сенявський виконав для пам'ятника емблеми сови, ліри та маски, які 1877 року були відлиті у бронзі, але на сьогодні втрачені.

## Творча діяльність
Серед зіграних ролей: Президент, Філіп («Підступність і кохання», «Дон Карлос» Шиллера).
Серед поставлених вистав: «Вигадане чудо, або Краків'яни і гуралі» Богуславського, «Дами і гусари» Фредро, «Ярослав, князь київський» Сумарокова, «Забобон, або Краків'яни і гуралі, частина 2» за власним твором Камінського (музика К. Курпінського).
17 лютого 1834 року в театрі Іоанна Непомука Камінського відбулася прем'єра спектаклю «Помста». Цьогоріч виповнюється 180 років з моменту прем'єри спектаклю, і знову, як далекого 1834 року, львівські глядачі знову зможуть насолодитися перипетіями гри найкращих комедійних акторів. Наприкінці, листопада цього року Львів відвідає польський театр імені Арнольда Шифмана з Варшави і 30 листопада на театральній сцені театру Скарбека представить цю чудову комедію з найкращими акторами у ролях.

## Вшанування
Ян-Непомуцен Камінський мешкав у кам'яниці при вул. Малій Краківській (нині вул. Яна Жижки, 5). Цю улицю 1871 року перейменували на його честь. Від 1950 року — вулиця Яна Жижки.